# Europees kampioenschap basketbal mannen 1995
Eurobasket 1995 is het 29e gehouden Europees Kampioenschap basketbal. Eurobasket 1995 werd georganiseerd door FIBA Europe. Veertien landen die ingeschreven waren bij de FIBA, namen deel aan het toernooi dat gehouden werd in juni en juli 1995 te Athene, Griekenland. Het basketbalteam van Joegoslavië won in de finale van het toernooi met 96-90 van Litouwen, waarmee het de uiteindelijke winnaar van Eurobasket 1995 werd. De strijd om de derde en vierde plaats werd beslecht door het gastland Griekenland en Kroatië. Kroatië won de wedstrijd met 73-68.

## Eindklassement
1. FR Joegoslavië
2. Litouwen
3. Kroatië
4. Griekenland
5. Italië
6. Spanje
7. Rusland
8. Frankrijk
9. Israël
10. Slovenië
11. Duitsland
12. Turkije
13. Finland
14. Zweden

| Eurobasket 1995 winnaar |
| ----------------------- |
| Joegoslavië Zesde titel |

## Individuele prijzen

### MVP (Meest Waardevolle Speler)
- Šarūnas Marčiulionis

### All-Star Team
- Šarūnas Marčiulionis
- Toni Kukoč
- Fanis Christodoulou
- Vlade Divac
- Arvydas Sabonis